# Bataille de la Tannerie (9 juillet 1793)
Pour les articles homonymes, voir Bataille de la Tannerie.
Révolution haïtienne
Batailles
Insurrections (1791-1793)
- Bois-Caïman
- Croix-des-Bouquets
- Morne Pelé
- 1re La Tannerie
- Port-au-Prince
- Le Cap-français

Interventions espagnoles et britanniques (1793-1798)
- 2e La Tannerie
- Marmelade
- Saint-Michel-de-l'Attalaye
- Ennery
- 3e La Tannerie
- Fort-Dauphin
- 1re Tiburon
- L'Acul
- La Bombarde
- 2e Tiburon
- Les Gonaïves
- Port-Républicain
- 1re Dondon
- Massacre de Fort-Dauphin
- Saint-Marc
- Léogane
- Saint-Raphaël
- Trutier
- 3e Tiburon
- 1re Verrettes
- Grande-Rivière
- Mirebalais
- Las Cahobas
- 2e Verrettes
- Petite-Rivière
- 2e Dondon
- 1re Les Irois
- Jean-Rabel
- 2e Les Irois

Guerre des couteaux (1799-1800)
- Jacmel

Expédition de Saint-Domingue (1802-1803)
- La Ravine-à-Couleuvres
- Kellola
- Plaisance
- La Crête à Pierrot
- Noyades du Cap-Français
- Port-au-Prince
- Vertières
- Massacres de 1804 en Haïti

La bataille de La Tannerie se déroule le 9 juillet 1793, pendant la Révolution haïtienne. Elle s'achève par la victoire des républicains, qui reprennent le fort de La Tannerie aux Espagnols.

## Prélude
En juillet 1793, les esclaves révoltés, ralliés depuis le printemps aux Espagnols, profitent des désordres liés à l'insurrection du Cap-Français pour reprendre l'offensive,. Le 6 juillet, les auxiliaires noirs marchent sur la ville de Ouanaminthe, défendue par 400 hommes et 8 canons sous les ordres de La Feuillée ; le camp Lesec, défendu par 100 hommes et 3 canons ; et le camp de La Tannerie, défendu par quelques compagnies de troupes franches, 20 artilleurs du Morbihan et 12 canons, sous les ordres du commandant Lallemand,. Cependant, de nombreux hommes des troupes franches, constituées de noirs et d'hommes de couleur, font défection en faveur des assaillants,. Un homme de couleur nommé Charles se rend maître du camp Lesec et s'empare de trois milliers de poudre,,. À Ouanaminthe, La Feuillée fait défection et livre la ville, qui est occupée par 6 000 soldats espagnols européens et 4 000 auxiliaires noirs commandés par Jean-François,,,. De son côté, Toussaint Louverture s'empare du camp de La Tannerie après un léger combat,,.

## Déroulement
Le général républicain Étienne Maynaud Bizefranc de Lavaux sort alors du Cap-Français avec 800 hommes et se présente le 9 juillet, à trois heures du matin, devant le camp de La Tannerie, situé entre Dondon et Grande-Rivière,. Les défenseurs, menés par Jean-François, tirent plus de 200 coups de canons, mais ils se retirent à 8 heures et abandonnent le camp aux républicains. Dans une lettre écrite à l'un de ses parents, Lavaux affirme que ses pertes sont de 46 hommes et 36 blessés. Le camp Lesec est également repris peu après.

## Suites
Malgré la reprise du camp de La Tannerie, le commandant Brandicourt, mal informé et en manque de vivres, abandonne la ville de Dondon le 11 juillet, afin de se retirer sur Marmelade. Cependant, il tombe en chemin dans une embuscade tendue par Toussaint Louverture, qui le surprend avec de faux parlementaires et le contraint à se rendre avec ses troupes sans combattre,,,. D'après Isaac Louverture, son père Toussaint ne commandait que 600 hommes lors de cette journée, contre 1 500 pour Brandicourt. Les prisonniers sont conduits à Saint-Raphaël et remis aux troupes espagnoles commandés par le marquis d'Almonas, qui les dirige sur Santo Dominguo. Le commissaire Sonthonax proclame Brandicourt comme « traître à la patrie », mais celui-ci meurt en détention à Porto Rico.